# احمد السقا
احمد محمد صلاح السقا (عربی مصری: أحمد محمد صلاح السقا؛ زادهٔ ۱ مارس ۱۹۷۳) هنرپیشه اهل مصر است.